# Llista de topònims de Rubió
Llista de topònims (noms propis de lloc) del municipi de Rubió, a l'Anoia
Informació actualitzada per un bot. Els canvis manuals es perdran quan s'actualitzi!

## castell
| imatge | Nom              | Ubicat a | instància de | Detalls                      | coordenades                                                                            | Protecció                                            | Commons (més fotos) | Dades a WD                    |
| ------ | ---------------- | -------- | ------------ | ---------------------------- | -------------------------------------------------------------------------------------- | ---------------------------------------------------- | ------------------- | ----------------------------- |
|        | Castell d'Ardesa | Rubió    | castell      | Estat: enderrocat o destruït | 41° 38′ 07″ N, 1° 34′ 52″ E / 41.635171°N,1.58101°E                                    | bé d'interès cultural                                |                     | Modifica les dades a Wikidata |
|        | Castell de Rubió | Rubió    | castell      |                              | 41° 38′ 42″ N, 1° 34′ 13″ E / 41.645°N,1.57028°E ca:Crtra. de Rubió, BV1037 657.3 msnm | bé d'interès cultural bé cultural d'interès nacional | Castell de Rubió    | Modifica les dades a Wikidata |

## curs d'aigua
| imatge | Nom                | Ubicat a                                                    | instància de | Detalls                       | coordenades | Protecció | Commons (més fotos) | Dades a WD                    |
| ------ | ------------------ | ----------------------------------------------------------- | ------------ | ----------------------------- | --- | --------- | ------------------- | ----------------------------- |
|        | riera de Sant Pere | Sant Pere Sallavinera els Prats de Rei Veciana Copons Rubió | curs d'aigua | Desemboca: riera de Veciana   | 41° 44′ 47″ N, 1° 32′ 34″ E / 41.74630694444444°N,1.5428419444444446°E 41° 38′ 01″ N, 1° 31′ 06″ E / 41.63355388888889°N,1.51845°E |           |                     | Modifica les dades a Wikidata |
|        | torrent de Buimira | Rubió                                                       | curs d'aigua | Desemboca: riera de Rubió     | 41° 38′ 17″ N, 1° 33′ 22″ E / 41.637937°N,1.556103°E                                                                               |           |                     | Modifica les dades a Wikidata |
|        | torrent de l'Anoia | Sant Pere Sallavinera els Prats de Rei Veciana Rubió        | curs d'aigua | Desemboca: riera de Sant Pere | 41° 42′ 01″ N, 1° 32′ 30″ E / 41.7004°N,1.54163°E                                                                                  |           |                     | Modifica les dades a Wikidata |

## dolmen
| imatge | Nom                               | Ubicat a               | instància de | Detalls | coordenades | Protecció                                  | Commons (més fotos)               | Dades a WD                    |
| ------ | --------------------------------- | ---------------------- | ------------ | ------- | --- | ------------------------------------------ | --------------------------------- | ----------------------------- |
|        | Sepulcre Megalític de les Maioles | Rubió                  | dolmen       |         | 41° 40′ 00″ N, 1° 35′ 40″ E / 41.66680278°N,1.59431667°E Serra de Rubió                                           | bé integrant del patrimoni cultural català | Sepulcre Megalític de les Maioles | Modifica les dades a Wikidata |
|        | dolmen dels Tres Reis             | Rubió els Prats de Rei | dolmen       |         | 41° 41′ 06″ N, 1° 34′ 48″ E / 41.68488889°N,1.57988889°E ca:Crtra. BV-1031, dels Prats de Rei a Igualada 776 msnm | bé integrant del patrimoni cultural català | Dolmen dels Tres Reis             | Modifica les dades a Wikidata |

## edifici
| imatge | Nom                           | Ubicat a | instància de | Detalls                     | coordenades                                                                                | Protecció                                  | Commons (més fotos) | Dades a WD                    |
| ------ | ----------------------------- | -------- | ------------ | --------------------------- | ------------------------------------------------------------------------------------------ | ------------------------------------------ | ------------------- | ----------------------------- |
|        | Rajoleria a la riera de Rubió | Rubió    | edifici      | Estil: arquitectura popular | 41° 37′ 11″ N, 1° 33′ 02″ E / 41.61967°N,1.55043°E ca:Riera de Rubió. Sud del Pla de Rubió | bé integrant del patrimoni cultural català |                     | Modifica les dades a Wikidata |
|        | Teuleria Torrent de Can Pons  | Rubió    | edifici      | Estil: arquitectura popular | 41° 40′ 04″ N, 1° 34′ 20″ E / 41.66787°N,1.57229°E ca:Serra Morera. Nord de Rubió          | bé integrant del patrimoni cultural català |                     | Modifica les dades a Wikidata |

## entitat singular de població
| imatge | Nom                  | Ubicat a | instància de                                   | Detalls                  | coordenades                                                            | Protecció | Commons (més fotos)  | Dades a WD                    |
| ------ | -------------------- | -------- | ---------------------------------------------- | ------------------------ | ---------------------------------------------------------------------- | --------- | -------------------- | ----------------------------- |
|        | Rubió                | Rubió    | entitat singular de població capital municipal | 73 hab                   | 41° 38′ 47″ N, 1° 34′ 17″ E / 41.646388888888886°N,1.571388888888889°E |           |                      | Modifica les dades a Wikidata |
|        | Sant Martí de Maçana | Rubió    | entitat singular de població                   | 33 hab Superfície: 24km² | 41° 41′ 13″ N, 1° 36′ 13″ E / 41.68699444°N,1.60348611°E 703 msnm      |           | Sant Martí de Maçana | Modifica les dades a Wikidata |
|        | el Pla de Rubió      | Rubió    | entitat singular de població                   | 134 hab                  | 41° 37′ 34″ N, 1° 33′ 04″ E / 41.626225°N,1.551189°E 465 msnm          |           | El Pla de Rubió      | Modifica les dades a Wikidata |

## església
| imatge | Nom                               | Ubicat a | instància de    | Detalls                      | coordenades                                                                                       | Protecció                                  | Commons (més fotos)              | Dades a WD                    |
| ------ | --------------------------------- | -------- | --------------- | ---------------------------- | ------------------------------------------------------------------------------------------------- | ------------------------------------------ | -------------------------------- | ----------------------------- |
|        | Ermita de Santa Anna de Pedrafita | Rubió    | església ermita | Estil: arquitectura romànica | 41° 40′ 22″ N, 1° 35′ 05″ E / 41.67284°N,1.58474°E ca:Camps de pedrafita. Nord del nucli de Rubió | bé integrant del patrimoni cultural català | Santa Anna de Pedrafita          | Modifica les dades a Wikidata |
|        | Sant Pere d'Ardesa                | Rubió    | església        | Estil: arquitectura romànica | 41° 38′ 05″ N, 1° 34′ 52″ E / 41.6346°N,1.581°E ca:Crtra. BV-1037, km 2, camí de can Tudó         | bé cultural d'interès local                | Sant Pere d'Ardesa               | Modifica les dades a Wikidata |
|        | capella de Sant Macari            | Rubió    | església ermita | Estil: arquitectura popular  | 41° 37′ 34″ N, 1° 33′ 03″ E / 41.62612°N,1.55074°E ca:Pla de Rubió                                | bé integrant del patrimoni cultural català | Sant Macari de Rubió             | Modifica les dades a Wikidata |
|        | església de Sant Martí de Maçana  | Rubió    | església        | Estil: arquitectura romànica | 41° 41′ 13″ N, 1° 36′ 13″ E / 41.6869007042611°N,1.60363665980904°E ca:Sant Martí Maçana          | bé integrant del patrimoni cultural català | Església de Sant Martí de Maçana | Modifica les dades a Wikidata |
|        | església de Santa Maria de Rubió  | Rubió    | església        | Estil: gòtic català          | 41° 38′ 40″ N, 1° 34′ 12″ E / 41.64433333°N,1.56988889°E ca:Nucli del Castell de Rubió            | bé integrant del patrimoni cultural català | Església de Santa Maria de Rubió | Modifica les dades a Wikidata |

## masia
| imatge | Nom                         | Ubicat a      | instància de | Detalls                                                                                            | coordenades | Protecció                                  | Commons (més fotos)       | Dades a WD                    |
| ------ | --------------------------- | ------------- | ------------ | -------------------------------------------------------------------------------------------------- | --- | ------------------------------------------ | ------------------------- | ----------------------------- |
|        | Baratós                     | Rubió         | masia        | | 41° 40′ 02″ N, 1° 34′ 10″ E / 41.6673505703924°N,1.56952494744611°E                                                         |                                            |                           | Modifica les dades a Wikidata |
|        | Briançó                     | Rubió         | masia        | 19th century                                                                                       | 41° 37′ 32″ N, 1° 34′ 22″ E / 41.62553°N,1.57268°E ca:Plans d’Ardesa. Est del Pla de Rubió                                  |                                            |                           | Modifica les dades a Wikidata |
|        | Buimira                     | Rubió         | masia        | | 41° 38′ 56″ N, 1° 33′ 31″ E / 41.6488058155914°N,1.55874344223755°E                                                         |                                            |                           | Modifica les dades a Wikidata |
|        | Ca l'Agustí Macari Gotzems  | Rubió         | masia        | | 41° 37′ 23″ N, 1° 35′ 17″ E / 41.6231740520841°N,1.58791933055289°E                                                         |                                            |                           | Modifica les dades a Wikidata |
|        | Ca l'Alzina                 | Rubió         | masia        | | 41° 38′ 27″ N, 1° 33′ 55″ E / 41.640878245891°N,1.5652223202575°E 563 msnm                                                  |                                            | Ca l'Alzina (Rubió)       | Modifica les dades a Wikidata |
|        | Ca l'Andreu                 | Rubió         | masia        | | 41° 41′ 00″ N, 1° 36′ 32″ E / 41.6833965568921°N,1.60879475338834°E                                                         |                                            |                           | Modifica les dades a Wikidata |
|        | Ca l'Artès                  | Rubió         | masia        | | 41° 41′ 02″ N, 1° 32′ 23″ E / 41.6839705161417°N,1.53963594973793°E                                                         |                                            |                           | Modifica les dades a Wikidata |
|        | Ca l'Elies                  | Rubió         | masia        | | 41° 38′ 13″ N, 1° 33′ 21″ E / 41.6369799182497°N,1.55588536216614°E                                                         |                                            |                           | Modifica les dades a Wikidata |
|        | Ca l'Escolà                 | Rubió         | masia        | Estil: arquitectura popular 1778                                                                   | 41° 40′ 56″ N, 1° 36′ 20″ E / 41.68231°N,1.60567°E ca:Feixa de Ca l’Escolà. Sud de Sant Martí de Maçana                     | bé integrant del patrimoni cultural català |                           | Modifica les dades a Wikidata |
|        | Ca l'Estruc                 | Rubió         | masia        | | 41° 37′ 22″ N, 1° 35′ 01″ E / 41.6227682394456°N,1.58348683500478°E                                                         |                                            |                           | Modifica les dades a Wikidata |
|        | Ca l'Eusebi                 | Rubió         | masia        | | 41° 41′ 10″ N, 1° 36′ 00″ E / 41.6860714173435°N,1.59988175012399°E                                                         |                                            |                           | Modifica les dades a Wikidata |
|        | Ca l'Hilari                 | Rubió         | masia        | | 41° 39′ 58″ N, 1° 33′ 00″ E / 41.6662151822107°N,1.55007910756023°E                                                         |                                            |                           | Modifica les dades a Wikidata |
|        | Ca l'Ignasi                 | Rubió         | masia        | | 41° 41′ 39″ N, 1° 36′ 20″ E / 41.6941831144236°N,1.60552201421945°E                                                         |                                            |                           | Modifica les dades a Wikidata |
|        | Ca l'Isidro Cererols        | Rubió         | masia        | | 41° 39′ 26″ N, 1° 34′ 48″ E / 41.6571767086312°N,1.58000671109119°E                                                         |                                            |                           | Modifica les dades a Wikidata |
|        | Ca l'Ivanyes                | Rubió         | masia        | | 41° 41′ 29″ N, 1° 36′ 33″ E / 41.6914905955215°N,1.60928124097549°E                                                         |                                            |                           | Modifica les dades a Wikidata |
|        | Ca l'Oliva                  | Rubió         | masia        | | 41° 41′ 14″ N, 1° 36′ 59″ E / 41.6872446966822°N,1.61643790411479°E                                                         |                                            |                           | Modifica les dades a Wikidata |
|        | Ca l'Oller                  | Rubió         | masia        | | 41° 41′ 02″ N, 1° 35′ 07″ E / 41.683758906093°N,1.58535770808199°E                                                          |                                            |                           | Modifica les dades a Wikidata |
|        | Ca la Pepa                  | Rubió         | masia        | | 41° 38′ 18″ N, 1° 33′ 17″ E / 41.6382898302962°N,1.55476352140415°E                                                         |                                            |                           | Modifica les dades a Wikidata |
|        | Ca la Rosa                  | Rubió         | masia        | | 41° 37′ 31″ N, 1° 33′ 12″ E / 41.6252303588324°N,1.55337467763964°E                                                         |                                            |                           | Modifica les dades a Wikidata |
|        | Cal Bacardit                | Rubió         | masia        | | 41° 41′ 17″ N, 1° 36′ 20″ E / 41.6879523051032°N,1.60568063036186°E                                                         |                                            |                           | Modifica les dades a Wikidata |
|        | Cal Bacardí                 | Rubió         | masia        | 1875                                                                                               | 41° 40′ 51″ N, 1° 32′ 17″ E / 41.680815965779°N,1.53804929952758°E ca:Camps de la Caseta. Nord-oest de Rubió                |                                            |                           | Modifica les dades a Wikidata |
|        | Cal Bertran                 | Rubió         | masia        | | 41° 37′ 51″ N, 1° 33′ 17″ E / 41.63083815606°N,1.5546405032614°E                                                            |                                            |                           | Modifica les dades a Wikidata |
|        | Cal Bleda                   | Rubió         | masia        | 19th century                                                                                       | 41° 40′ 47″ N, 1° 36′ 39″ E / 41.67963611°N,1.61085278°E ca:Camps de Cal Bleda. Maçana 630 msnm                             |                                            |                           | Modifica les dades a Wikidata |
|        | Cal Boixons                 | Rubió         | masia        | | 41° 40′ 37″ N, 1° 36′ 56″ E / 41.6769564891866°N,1.61549297832424°E                                                         |                                            |                           | Modifica les dades a Wikidata |
|        | Cal Bonastre                | Rubió         | masia        | | 41° 40′ 22″ N, 1° 31′ 38″ E / 41.672822570637°N,1.5272732933106°E 543 msnm                                                  |                                            |                           | Modifica les dades a Wikidata |
|        | Cal Camps                   | Rubió         | masia        | 1879                                                                                               | 41° 40′ 46″ N, 1° 33′ 00″ E / 41.679415688824°N,1.5499496144974°E ca:Cal Camps. Nord del nucli de Rubió. 666 msnm           |                                            |                           | Modifica les dades a Wikidata |
|        | Cal Cansat                  | Rubió         | masia        | | 41° 39′ 38″ N, 1° 32′ 48″ E / 41.660499°N,1.546727°E ca:Serra Morena. Nord-oest del nucli de Rubió 658 msnm                 |                                            |                           | Modifica les dades a Wikidata |
|        | Cal Casa-ramona             | Rubió         | masia        | | 41° 40′ 27″ N, 1° 31′ 53″ E / 41.6741015599537°N,1.53135377630827°E                                                         |                                            |                           | Modifica les dades a Wikidata |
|        | Cal Casals                  | Rubió         | masia        | | 41° 40′ 53″ N, 1° 36′ 29″ E / 41.6815042871491°N,1.60798248388867°E ca:Camí del Mas del Tronc. Sud de Sant Martí de Maçana  |                                            |                           | Modifica les dades a Wikidata |
|        | Cal Cellerers               | Rubió         | masia        | | 41° 40′ 31″ N, 1° 32′ 06″ E / 41.6752932319991°N,1.53509888188245°E                                                         |                                            |                           | Modifica les dades a Wikidata |
|        | Cal Cesc                    | Rubió         | masia        | | 41° 37′ 06″ N, 1° 32′ 52″ E / 41.6183311910811°N,1.54767152657559°E                                                         |                                            |                           | Modifica les dades a Wikidata |
|        | Cal Cintet                  | Rubió         | masia        | | 41° 37′ 38″ N, 1° 33′ 07″ E / 41.6271586806878°N,1.55201107496415°E                                                         |                                            |                           | Modifica les dades a Wikidata |
|        | Cal Codinelles              | Rubió         | masia        | | 41° 37′ 34″ N, 1° 33′ 29″ E / 41.6259832638362°N,1.5580995150147°E                                                          |                                            |                           | Modifica les dades a Wikidata |
|        | Cal Ferrer                  | Rubió         | masia        | | 41° 37′ 51″ N, 1° 33′ 07″ E / 41.6308492622291°N,1.55183243224023°E                                                         |                                            |                           | Modifica les dades a Wikidata |
|        | Cal General                 | Rubió         | masia        | | 41° 41′ 11″ N, 1° 32′ 06″ E / 41.6863343962053°N,1.53500460291704°E 598 msnm                                                |                                            |                           | Modifica les dades a Wikidata |
|        | Cal Guixà                   | Rubió         | masia        | | 41° 37′ 47″ N, 1° 33′ 43″ E / 41.629814431601°N,1.56195175194958°E ca:Solana de Cal Guixà. Nord-est del Pla de Rubió        |                                            |                           | Modifica les dades a Wikidata |
|        | Cal Jaume                   | Rubió         | masia        | | 41° 39′ 18″ N, 1° 33′ 33″ E / 41.6548738796875°N,1.55925666692398°E                                                         |                                            |                           | Modifica les dades a Wikidata |
|        | Cal Llordella               | Rubió         | masia        | | 41° 36′ 37″ N, 1° 34′ 04″ E / 41.6102514422388°N,1.56772696862604°E                                                         |                                            |                           | Modifica les dades a Wikidata |
|        | Cal Maginet                 | Rubió         | masia        | | 41° 40′ 43″ N, 1° 32′ 47″ E / 41.67855°N,1.546471°E 649 msnm                                                                |                                            |                           | Modifica les dades a Wikidata |
|        | Cal Marc                    | Rubió         | masia        | 1889                                                                                               | 41° 40′ 56″ N, 1° 34′ 07″ E / 41.68236°N,1.56872°E ca:Camps de Can Marc. Oest de Maçana 700 msnm                            |                                            |                           | Modifica les dades a Wikidata |
|        | Cal Martí Bertran           | Rubió         | masia        | | 41° 38′ 03″ N, 1° 33′ 12″ E / 41.6340933815705°N,1.55339258521248°E                                                         |                                            |                           | Modifica les dades a Wikidata |
|        | Cal Mateu                   | Rubió         | masia        | Estil: arquitectura popular                                                                        | 41° 40′ 21″ N, 1° 36′ 19″ E / 41.672455555556°N,1.6052277777778°E ca:Solana de Cal Mateu. Sud de Maçana 680 msnm            |                                            | Cal Mateu (Rubió)         | Modifica les dades a Wikidata |
|        | Cal Mauric                  | Rubió         | masia        | | 41° 40′ 45″ N, 1° 32′ 12″ E / 41.679248206009°N,1.5367379683537°E 576 msnm                                                  |                                            |                           | Modifica les dades a Wikidata |
|        | Cal Montaner                | Rubió         | masia        | | 41° 39′ 51″ N, 1° 32′ 52″ E / 41.664078213865°N,1.547891620682°E                                                            |                                            |                           | Modifica les dades a Wikidata |
|        | Cal Noguera                 | Rubió         | masia        | 1781                                                                                               | 41° 40′ 37″ N, 1° 37′ 11″ E / 41.6769726290979°N,1.61982959373366°E ca:Camps de Cal Noguera. Maçana                         |                                            |                           | Modifica les dades a Wikidata |
|        | Cal Pallerols               | Rubió         | masia        | | 41° 37′ 32″ N, 1° 33′ 24″ E / 41.6255779990808°N,1.55666804750995°E                                                         |                                            |                           | Modifica les dades a Wikidata |
|        | Cal Passada Vell            | Rubió         | masia        | | 41° 39′ 29″ N, 1° 33′ 06″ E / 41.6579411366093°N,1.55176601196151°E                                                         |                                            |                           | Modifica les dades a Wikidata |
|        | Cal Pau Miquel              | Rubió         | masia        | 1887                                                                                               | 41° 37′ 55″ N, 1° 34′ 09″ E / 41.6320024883341°N,1.56911832992016°E ca:Nord de Cal Guixà. Nord-est del Pla de Rubió         |                                            |                           | Modifica les dades a Wikidata |
|        | Cal Planell                 | Rubió Veciana | masia        | | 41° 40′ 18″ N, 1° 31′ 46″ E / 41.6717810652688°N,1.52949651043865°E ca:Veïnat de Sant Pere del Vim                          |                                            |                           | Modifica les dades a Wikidata |
|        | Cal Ponç                    | Rubió         | masia        | | 41° 40′ 16″ N, 1° 34′ 04″ E / 41.6710936059892°N,1.56777231381458°E                                                         |                                            |                           | Modifica les dades a Wikidata |
|        | Cal Ribera                  | Rubió         | masia        | 19th century                                                                                       | 41° 40′ 40″ N, 1° 34′ 20″ E / 41.6777789584255°N,1.57229746590505°E ca:Bosc de Gavarró. Sud-oest de Maçana                  |                                            |                           | Modifica les dades a Wikidata |
|        | Cal Serill                  | Rubió         | masia        | | 41° 40′ 36″ N, 1° 32′ 37″ E / 41.6767626337685°N,1.54370337417487°E                                                         |                                            |                           | Modifica les dades a Wikidata |
|        | Cal Seuva                   | Rubió         | masia        | | 41° 41′ 15″ N, 1° 32′ 43″ E / 41.68759°N,1.545256°E 630 msnm                                                                |                                            |                           | Modifica les dades a Wikidata |
|        | Cal Tató                    | Rubió         | masia        | | 41° 38′ 27″ N, 1° 33′ 55″ E / 41.6407191960918°N,1.56534740535282°E                                                         |                                            |                           | Modifica les dades a Wikidata |
|        | Cal Teixidor dels Tres Pins | Rubió         | masia        | | 41° 38′ 54″ N, 1° 32′ 47″ E / 41.6482270263296°N,1.54639974420304°E                                                         |                                            |                           | Modifica les dades a Wikidata |
|        | Cal Tomàs                   | Rubió         | masia        | | 41° 37′ 36″ N, 1° 33′ 05″ E / 41.6266564839728°N,1.55147011364743°E                                                         |                                            |                           | Modifica les dades a Wikidata |
|        | Cal Torre                   | Rubió         | masia        | | 41° 37′ 22″ N, 1° 32′ 59″ E / 41.6229046115777°N,1.54964552013817°E                                                         |                                            |                           | Modifica les dades a Wikidata |
|        | Cal Tudó                    | Rubió         | masia        | | 41° 38′ 03″ N, 1° 34′ 24″ E / 41.6342444295721°N,1.57340282161377°E                                                         |                                            |                           | Modifica les dades a Wikidata |
|        | Cal Vives                   | Rubió         | masia        | | 41° 37′ 28″ N, 1° 35′ 23″ E / 41.6243488799157°N,1.58970628930533°E ca:Costa de Cal Vives. Est del Pla de Rubió             |                                            |                           | Modifica les dades a Wikidata |
|        | Can Benet                   | Rubió         | masia        | | 41° 37′ 52″ N, 1° 35′ 39″ E / 41.6311035335754°N,1.59407300466788°E                                                         |                                            |                           | Modifica les dades a Wikidata |
|        | Can Martí                   | Rubió         | masia        | | 41° 37′ 34″ N, 1° 32′ 52″ E / 41.6260961359947°N,1.54774933781239°E                                                         |                                            |                           | Modifica les dades a Wikidata |
|        | Can Morera                  | Rubió         | masia        | | 41° 40′ 05″ N, 1° 34′ 32″ E / 41.668025618194°N,1.5754303387737°E                                                           |                                            |                           | Modifica les dades a Wikidata |
|        | Can Palomes                 | Rubió         | masia        | Estil: arquitectura popular 17th century                                                           | 41° 39′ 46″ N, 1° 36′ 16″ E / 41.662727777778°N,1.6043444444444°E ca:Camí de Can Palomes, BV-1031 Km 9'1 765.7 msnm         | bé integrant del patrimoni cultural català | Can Palomes (Rubió)       | Modifica les dades a Wikidata |
|        | Can Vidal                   | Rubió         | masia        | | 41° 40′ 06″ N, 1° 32′ 00″ E / 41.66839730142°N,1.5333801645725°E 539 msnm                                                   |                                            |                           | Modifica les dades a Wikidata |
|        | Casa F. Berenguer           | Rubió         | masia        | Arquitecte: Francesc Berenguer i Mestres Francesc Berenguer i Bellvehí Estil: arquitectura popular | 41° 38′ 50″ N, 1° 34′ 22″ E / 41.6472256941115°N,1.57286426136294°E                                                         | bé integrant del patrimoni cultural català | Casa F. Berenguer (Rubió) | Modifica les dades a Wikidata |
|        | Cases Noves de Comalats     | Rubió         | masia        | | 41° 39′ 37″ N, 1° 32′ 11″ E / 41.6602935646675°N,1.5362556594279°E                                                          |                                            |                           | Modifica les dades a Wikidata |
|        | Casulleres                  | Rubió         | masia        | | 41° 38′ 05″ N, 1° 35′ 13″ E / 41.634842877905°N,1.5869665917233°E ca:Sant Pere d’Ardesa. Est del nucli del Castell de Rubió |                                            |                           | Modifica les dades a Wikidata |
|        | Cererols                    | Rubió         | masia        | | 41° 39′ 38″ N, 1° 34′ 43″ E / 41.660419093066°N,1.57854223558725°E                                                          |                                            |                           | Modifica les dades a Wikidata |
|        | Comalats                    | Rubió         | masia        | | 41° 39′ 27″ N, 1° 31′ 57″ E / 41.657576988856°N,1.5324247344803°E 505 msnm                                                  |                                            |                           | Modifica les dades a Wikidata |
|        | Font Solana                 | Rubió         | masia        | | 41° 39′ 19″ N, 1° 33′ 04″ E / 41.6553108896263°N,1.55103230747838°E                                                         |                                            |                           | Modifica les dades a Wikidata |
|        | Gavarró                     | Rubió         | masia        | | 41° 40′ 30″ N, 1° 34′ 01″ E / 41.675124520633°N,1.5668645023515°E                                                           |                                            |                           | Modifica les dades a Wikidata |
|        | Gavarró Nou                 | Rubió         | masia        | | 41° 40′ 26″ N, 1° 33′ 34″ E / 41.6739442023508°N,1.55948010496337°E 647 msnm                                                |                                            |                           | Modifica les dades a Wikidata |
|        | Mas Cirer                   | Rubió         | masia        | | 41° 39′ 06″ N, 1° 33′ 52″ E / 41.651623526045°N,1.56438489635129°E ca:Serra de Mas Cirer. Nord-oest de Rubió                |                                            |                           | Modifica les dades a Wikidata |
|        | Mas Cirerer                 | Rubió         | masia        | | 41° 40′ 05″ N, 1° 34′ 05″ E / 41.667926313211°N,1.56802270838024°E                                                          |                                            |                           | Modifica les dades a Wikidata |
|        | Mas de Pedrafita            | Rubió         | masia        | Estil: arquitectura popular 1700                                                                   | 41° 40′ 22″ N, 1° 35′ 06″ E / 41.672723°N,1.584943°E ca:Crtra. BV-1031, dels Prats de Rei a Igualada 776.5 msnm             | bé integrant del patrimoni cultural català | Mas de Pedrafita          | Modifica les dades a Wikidata |
|        | Masia Canalet               | Rubió         | masia        | | 41° 41′ 00″ N, 1° 32′ 00″ E / 41.6834651608512°N,1.53319537636995°E                                                         |                                            |                           | Modifica les dades a Wikidata |
|        | Muntaner                    | Rubió         | masia        | | 41° 40′ 07″ N, 1° 33′ 23″ E / 41.668744°N,1.556327°E 686 msnm                                                               |                                            |                           | Modifica les dades a Wikidata |
|        | Muntaner Nou                | Rubió         | masia        | | 41° 39′ 51″ N, 1° 33′ 04″ E / 41.664163949904°N,1.55097793936474°E                                                          |                                            |                           | Modifica les dades a Wikidata |
|        | Puiggròs                    | Rubió         | masia        | | 41° 39′ 27″ N, 1° 35′ 24″ E / 41.65739810687°N,1.5900765689661°E                                                            |                                            |                           | Modifica les dades a Wikidata |
|        | Querosa                     | Rubió         | masia        | 19th century                                                                                       | 41° 39′ 32″ N, 1° 35′ 10″ E / 41.6589100635084°N,1.58617798512395°E ca:Camps de Querosa. Nord de Rubió                      |                                            |                           | Modifica les dades a Wikidata |
|        | Torre del Miquel            | Rubió         | masia        | | 41° 36′ 42″ N, 1° 33′ 10″ E / 41.6116231557265°N,1.5528386802374°E                                                          |                                            |                           | Modifica les dades a Wikidata |
|        | Torredenuça                 | Rubió         | masia        | | 41° 37′ 19″ N, 1° 33′ 04″ E / 41.6218425516565°N,1.55113374507242°E                                                         |                                            |                           | Modifica les dades a Wikidata |
|        | Traguetes                   | Rubió         | masia        | | 41° 40′ 24″ N, 1° 34′ 52″ E / 41.673223125412°N,1.58115565517128°E                                                          |                                            |                           | Modifica les dades a Wikidata |
|        | el Puig                     | Rubió         | masia        | | 41° 38′ 41″ N, 1° 34′ 42″ E / 41.644644078066°N,1.5783471089851°E                                                           |                                            |                           | Modifica les dades a Wikidata |
|        | l'Escolà                    | Rubió         | masia        | | 41° 40′ 57″ N, 1° 36′ 21″ E / 41.6824158548264°N,1.60590831186856°E                                                         |                                            |                           | Modifica les dades a Wikidata |
|        | l'Hostal Vell               | Rubió         | masia        | | 41° 40′ 53″ N, 1° 34′ 53″ E / 41.681452°N,1.58126°E 765 msnm                                                                |                                            |                           | Modifica les dades a Wikidata |
|        | l'Hostal Vell               | Rubió         | masia        | | 41° 40′ 53″ N, 1° 34′ 52″ E / 41.6815266725257°N,1.58109337774681°E 764 msnm                                                |                                            |                           | Modifica les dades a Wikidata |
|        | la Caseta                   | Rubió         | masia        | 1791                                                                                               | 41° 40′ 38″ N, 1° 32′ 17″ E / 41.677324°N,1.537921°E ca:Bosc de la Caseta. Nord-oest de Rubió 595 msnm                      |                                            |                           | Modifica les dades a Wikidata |
|        | la Coma                     | Rubió         | masia        | Estil: arquitectura popular 18th century                                                           | 41° 40′ 09″ N, 1° 36′ 57″ E / 41.669165°N,1.615939°E ca:La Vinya. Sud-est de Maçana 717 msnm                                | bé integrant del patrimoni cultural català | La Coma (Rubió)           | Modifica les dades a Wikidata |
|        | la Sala                     | Rubió         | masia        | | 41° 38′ 45″ N, 1° 34′ 05″ E / 41.6457510746594°N,1.56799758221003°E ca:Oest del nucli del Castell de Rubió                  |                                            |                           | Modifica les dades a Wikidata |
|        | la Torreta                  | Rubió         | masia        | | 41° 39′ 06″ N, 1° 35′ 14″ E / 41.6515743801177°N,1.58731115866882°E ca:Serra Rodona. Nord del nucli del Castell de Rubió    |                                            |                           | Modifica les dades a Wikidata |

## molí d'aigua
| imatge | Nom                                  | Ubicat a | instància de | Detalls                     | coordenades                                                                                | Protecció                                  | Commons (més fotos) | Dades a WD                    |
| ------ | ------------------------------------ | -------- | ------------ | --------------------------- | ------------------------------------------------------------------------------------------ | ------------------------------------------ | ------------------- | ----------------------------- |
|        | Molí fariner de Sant Martí de Maçana | Rubió    | molí d'aigua | Estil: arquitectura popular | 41° 41′ 14″ N, 1° 36′ 00″ E / 41.68709°N,1.59994°E ca:Boscos de Cal Roig. Sud de Maçana.   | bé integrant del patrimoni cultural català |                     | Modifica les dades a Wikidata |
|        | Molí fariner de Torredenuça          | Rubió    | molí d'aigua | Estil: arquitectura popular | 41° 37′ 24″ N, 1° 33′ 08″ E / 41.62347°N,1.55229°E ca:Riera de Rubió. Sud del Pla de Rubió | bé integrant del patrimoni cultural català |                     | Modifica les dades a Wikidata |

## muntanya
| imatge | Nom                 | Ubicat a                     | instància de | Detalls | coordenades                                                            | Protecció | Commons (més fotos)         | Dades a WD                    |
| ------ | ------------------- | ---------------------------- | ------------ | ------- | ---------------------------------------------------------------------- | --------- | --------------------------- | ----------------------------- |
|        | Còpia de Palomes    | Òdena Rubió                  | muntanya     |         | 41° 39′ 35″ N, 1° 36′ 10″ E / 41.6597°N,1.60281°E 837 msnm             |           | Còpia de Palomes            | Modifica les dades a Wikidata |
|        | Morrocurt           | Òdena Rubió                  | muntanya     |         | 41° 38′ 31″ N, 1° 35′ 30″ E / 41.6419°N,1.5916°E                       |           |                             | Modifica les dades a Wikidata |
|        | Puig de Sant Miquel | Rubió                        | muntanya     |         | 41° 38′ 14″ N, 1° 34′ 52″ E / 41.6372385192°N,1.58098481729°E 733 msnm |           | Puig de Sant Miquel (Rubió) | Modifica les dades a Wikidata |
|        | Serra Mitjana       | Rubió                        | muntanya     |         | 41° 39′ 39″ N, 1° 33′ 28″ E / 41.66089444°N,1.55790833°E 720.5 msnm    |           |                             | Modifica les dades a Wikidata |
|        | Turó de Maçana      | Rubió                        | muntanya     |         | 41° 40′ 58″ N, 1° 36′ 21″ E / 41.6826666667°N,1.60572222222°E 703 msnm |           | Turó de Maçana              | Modifica les dades a Wikidata |
|        | Turó dels Rogers    | Rubió                        | muntanya     |         | 41° 38′ 16″ N, 1° 32′ 50″ E / 41.63781667°N,1.54727778°E 627.7 msnm    |           |                             | Modifica les dades a Wikidata |
|        | el Pujol            | Rubió                        | muntanya     |         | 41° 39′ 56″ N, 1° 37′ 26″ E / 41.665656°N,1.624003°E 812.3 msnm        |           |                             | Modifica les dades a Wikidata |
|        | l'Avellanet         | Rubió                        | muntanya     |         | 41° 40′ 50″ N, 1° 34′ 54″ E / 41.6805°N,1.58179°E 782 msnm             |           |                             | Modifica les dades a Wikidata |
|        | les Tres Alzines    | Rubió Castellfollit del Boix | muntanya     |         | 41° 39′ 51″ N, 1° 38′ 02″ E / 41.664213888889°N,1.6338675°E 831 msnm   |           | Les Tres Alzines            | Modifica les dades a Wikidata |

## serra
| imatge | Nom               | Ubicat a                                        | instància de | Detalls                | coordenades                                                  | Protecció | Commons (més fotos) | Dades a WD                    |
| ------ | ----------------- | ----------------------------------------------- | ------------ | ---------------------- | ------------------------------------------------------------ | --------- | ------------------- | ----------------------------- |
|        | Serra de Rubió    | Rubió Òdena Castellfollit del Boix              | serra        | Llarg: 48km Ample: 8km | 41° 39′ 36″ N, 1° 37′ 12″ E / 41.6601°N,1.6199°E Anoia Bages |           | Serra de Rubió      | Modifica les dades a Wikidata |
|        | serra de Cererols | Rubió                                           | serra        |                        | 41° 39′ 44″ N, 1° 34′ 41″ E / 41.6623°N,1.57815°E 753.4 msnm |           |                     | Modifica les dades a Wikidata |
|        | serra del Soler   | Aguilar de Segarra Castellfollit del Boix Rubió | serra        |                        | 41° 41′ 33″ N, 1° 37′ 15″ E / 41.6924°N,1.62081°E 799.2 msnm |           |                     | Modifica les dades a Wikidata |

## teuleria
| imatge | Nom                                      | Ubicat a | instància de | Detalls                     | coordenades                                                                                                 | Protecció                                  | Commons (més fotos) | Dades a WD                    |
| ------ | ---------------------------------------- | -------- | ------------ | --------------------------- | --- | ------------------------------------------ | ------------------- | ----------------------------- |
|        | Forn de ceràmica de Sant Martí de Maçana | Rubió    | teuleria     | Estil: arquitectura popular | 41° 41′ 13″ N, 1° 36′ 01″ E / 41.68682°N,1.60014°E ca:Camí de Cal Roig. Oest de Sant Martí de Maçana        | bé integrant del patrimoni cultural català |                     | Modifica les dades a Wikidata |
|        | Rajoleria Riera d'Ardesa                 | Rubió    | teuleria     | Estil: arquitectura popular | 41° 37′ 33″ N, 1° 35′ 20″ E / 41.62574°N,1.58886°E ca:Riera d’Ardesa. Est del Pla de Rubió                  | bé integrant del patrimoni cultural català |                     | Modifica les dades a Wikidata |
|        | Rajoleria de la plaça de les Bruixes     | Rubió    | teuleria     | Estil: arquitectura popular | 41° 38′ 27″ N, 1° 34′ 17″ E / 41.640819°N,1.571431°E ca:Solana del Puig. Sud del nucli del Castell de Rubió | bé integrant del patrimoni cultural català |                     | Modifica les dades a Wikidata |

## vèrtex geodèsic
| imatge | Nom         | Ubicat a | instància de    | Detalls   | coordenades                                                       | Protecció | Commons (més fotos) | Dades a WD                    |
| ------ | ----------- | -------- | --------------- | --------- | ----------------------------------------------------------------- | --------- | ------------------- | ----------------------------- |
|        | Avellanets  | Rubió    | vèrtex geodèsic | Alt: 1.2m | 41° 40′ 50″ N, 1° 34′ 55″ E / 41.680506°N,1.581818°E 783.937 msnm |           |                     | Modifica les dades a Wikidata |
|        | Palomes     | Rubió    | vèrtex geodèsic | Alt: 1.2m | 41° 39′ 35″ N, 1° 36′ 10″ E / 41.659632°N,1.602857°E 836.637 msnm |           |                     | Modifica les dades a Wikidata |
|        | Sant Miquel | Rubió    | vèrtex geodèsic | Alt: 1.2m | 41° 38′ 14″ N, 1° 34′ 52″ E / 41.637239°N,1.580975°E 733.215 msnm |           |                     | Modifica les dades a Wikidata |

## Misc
| imatge | Nom                                        | Ubicat a                           | instància de                 | Detalls                            | coordenades                                                                                       | Protecció                                  | Commons (més fotos)             | Dades a WD                    |
| ------ | ------------------------------------------ | ---------------------------------- | ---------------------------- | ---------------------------------- | ------------------------------------------------------------------------------------------------- | ------------------------------------------ | ------------------------------- | ----------------------------- |
|        | Balma d'en Marimon i Casulleres            | Rubió                              | cova                         | Anomenat per: Marimon i Casulleres | 41° 40′ 37″ N, 1° 35′ 54″ E / 41.676886111111°N,1.59825°E Sant Martí de Maçana 684 msnm           |                                            | Balma d'en Marimon i Casulleres | Modifica les dades a Wikidata |
|        | Granges del Rubió                          | Rubió                              | granja                       |                                    | 41° 41′ 11″ N, 1° 32′ 01″ E / 41.6862729811939°N,1.53372034608641°E                               |                                            |                                 | Modifica les dades a Wikidata |
|        | Parc eòlic de Rubió                        | Rubió Castellfollit del Boix Òdena | parc eòlic terrestre         | 2003                               | 41° 39′ 02″ N, 1° 36′ 07″ E / 41.65055556°N,1.60194444°E 820 msnm                                 |                                            | Wind farm on Serra de Rubió     | Modifica les dades a Wikidata |
|        | Refugi Mas del Tronc                       | Rubió Anoia                        | refugi de muntanya           | 1969-03-16 Hi passa: GR 7          | 41° 40′ 20″ N, 1° 36′ 51″ E / 41.67225°N,1.614028°E ca:Vessant nord de la Serra de Rubió 719 msnm |                                            | Refugi Mas del Tronc            | Modifica les dades a Wikidata |
|        | casa consistorial de Rubió                 | Rubió                              | casa consistorial            |                                    | 41° 38′ 40″ N, 1° 34′ 12″ E / 41.6445483°N,1.5699607°E                                            |                                            | Casa consistorial de Rubió      | Modifica les dades a Wikidata |
|        | creu de terme de Rubió                     | Rubió                              | creu de terme                | Estil: arquitectura popular 1890   | 41° 38′ 30″ N, 1° 34′ 00″ E / 41.64167°N,1.56677°E ca:Castell de Rubió                            | bé cultural d'interès nacional             | Creu de terme de Rubió          | Modifica les dades a Wikidata |
|        | jaciment del Fons de Cabana de Torredenusa | Rubió                              | barraca jaciment arqueològic |                                    | 41° 37′ 21″ N, 1° 33′ 10″ E / 41.622391°N,1.552741°E                                              | bé integrant del patrimoni cultural català |                                 | Modifica les dades a Wikidata |
|        | serra de les Maioles                       | Òdena Rubió                        | serralada                    |                                    | 41° 39′ N, 1° 42′ E / 41.65°N,1.7°E 859.9 msnm                                                    |                                            |                                 | Modifica les dades a Wikidata |
|        | torrent de Font Solana                     | Rubió                              | riu                          | Desemboca: torrent de Buimira      | 41° 40′ 05″ N, 1° 33′ 52″ E / 41.668°N,1.56444°E                                                  |                                            |                                 | Modifica les dades a Wikidata |